# Rákosrendező–Vasúttörténeti Park-vasútvonal
A Rákosrendező–Vasúttörténeti Park-vasútvonal a MÁV 210-es számú, kétvágányú, villamosított vasútvonala Budapest XIII. és XIV. kerülete határán. A felsővezetékben már nincs feszültség, és csak a bal vágány járható.

## Jellemzői
A vasútvonal Rákosrendező vasútállomáson ágazik ki a Budapest–Szob-vasútvonalból, és a Tatai úttal párhuzamosan haladva köti össze a közeli Magyar Vasúttörténeti Parkkal (Tatai út 95.). Érdekesség, hogy az 1996-os vágányhálózati rajz szerint a park területéről volt egy összekötővágány a Budapest–Esztergom-vasútvonal felé is, ez azonban már nem létezik. Hossza a Wikimapia térkép távolságmérő adatai szerint a Szegedi úttól a  Vasúttörténeti Park kapujáig 1543 m. Mivel Park elődje, a fűtőház 1911-ben épült, valószínűleg a vasútvonal is.
A vonal két vágányon halad a bozótos erdővel borított hajdani ipari területen, alacsony vasúti hídon szeli át a Tahi utcát, végül megérkezik a Vasúttörténeti Parkba, amely régebben a MÁV Északi (később Hámán Kató) Fűtőházaként működött, és 2000-ben nyílt meg a nagyközönség előtt szabadtéri, vasúti járműveket bemutató múzeumként.
A vonalból korábban több ipari telep iparvágánya ágazott ki. Ezek napjainkban is megvannak, de a növényzet nagyrészt használhatatlanná tette őket:
- Volán telephely iparvágánya (Szegedi út és a Tatai út által bezárt szögben)
- egyéb telephely iparvágánya (a vasútvonal és a Tatai út közötti területen)

Nem a vonalból ágazott ki, hanem azzal párhuzamosan indult, majd kanyarodott el
- MÁV Gépjavító üzem iparvágánya (a vasútvonal és Rákosrendező közötti területen)

A 210-es vonalon rendszeres forgalom már nincs. A nosztalgiajáratok (Nyugati pályaudvar – Rákosrendező – Vasúttörténeti Park) mellett a Vasúttörténeti Parkba tartó üzemi menetek használják.

## Képtár

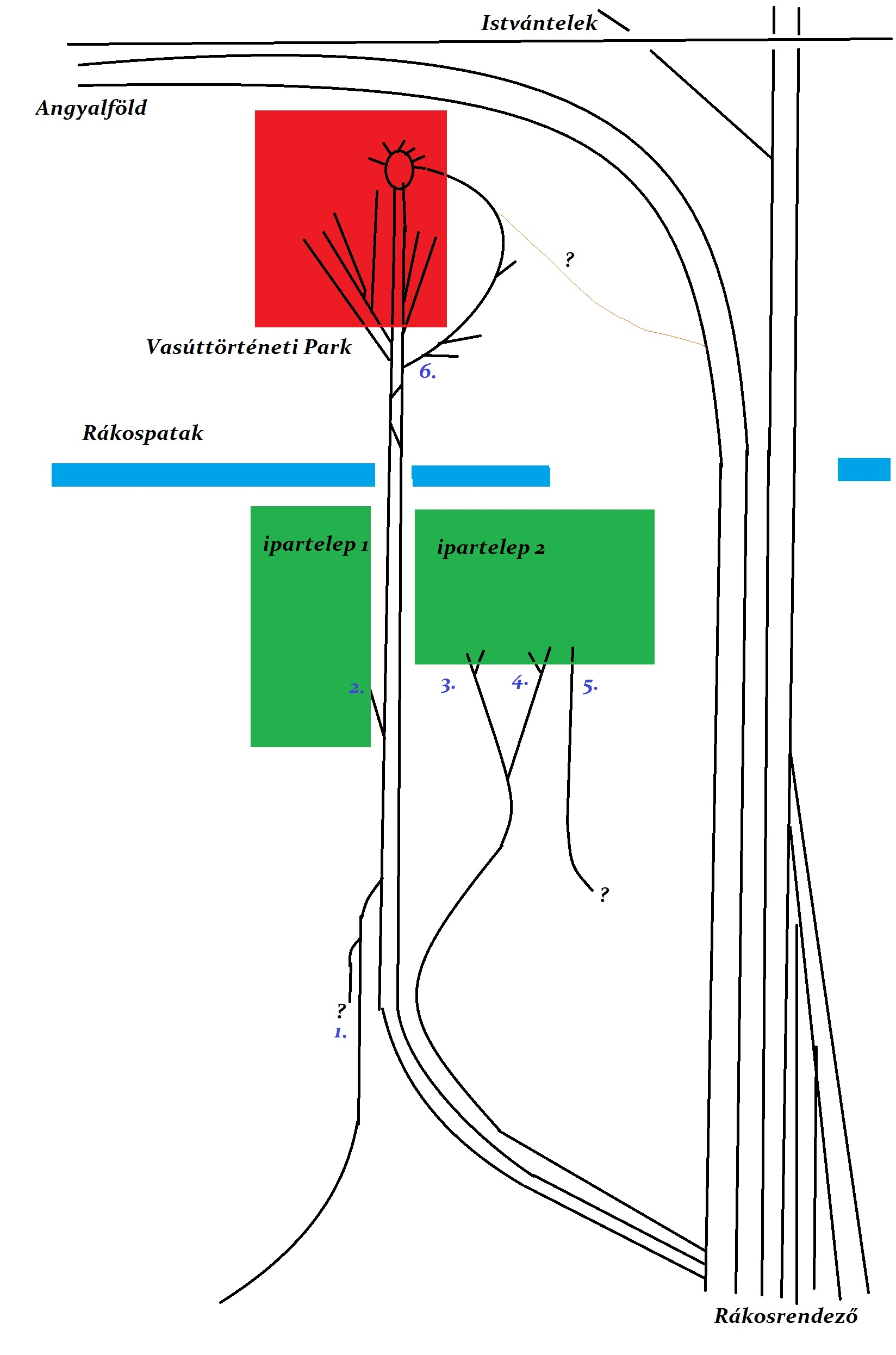
Vázlatos vágányhálózati rajz
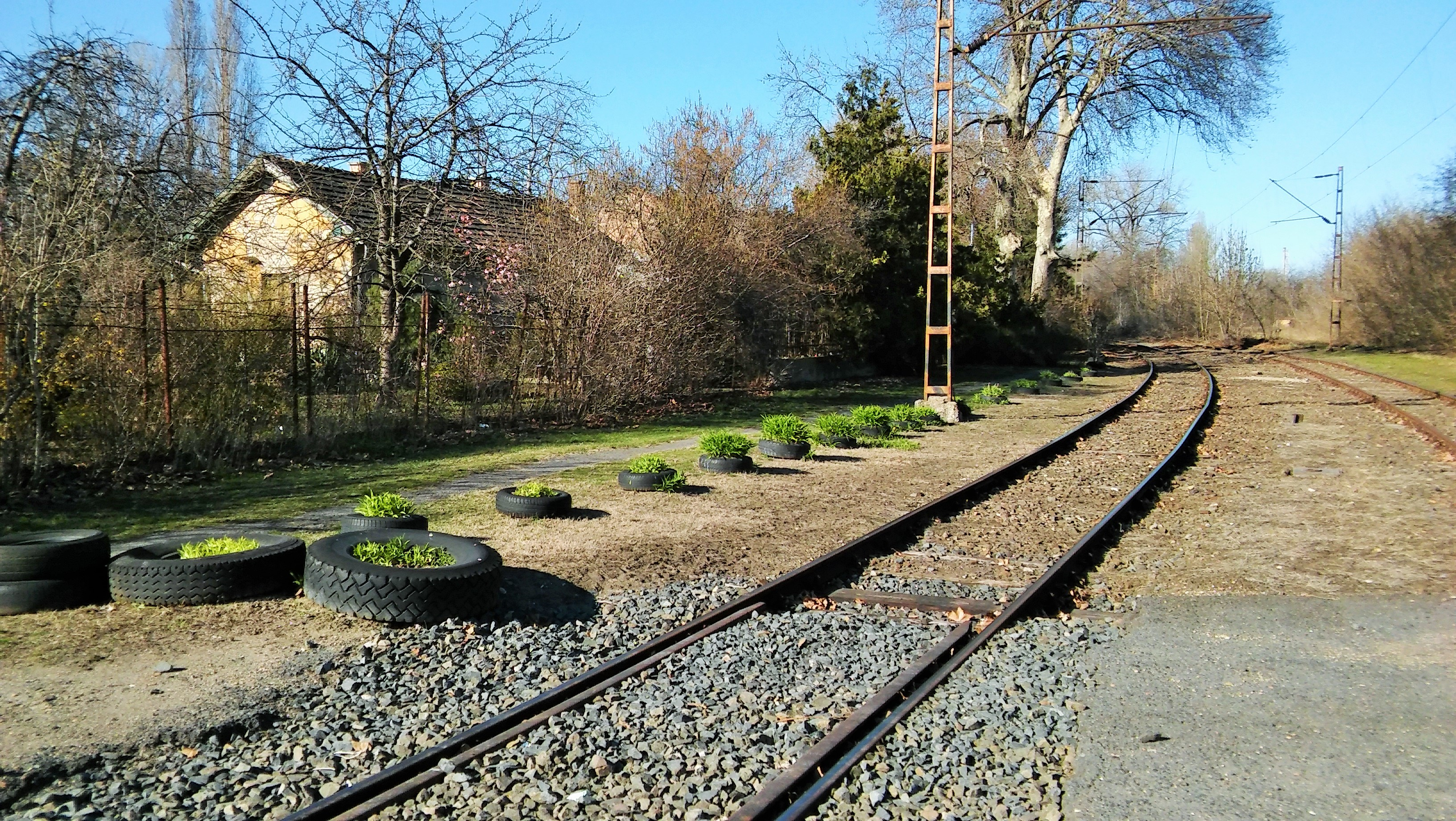
Régi MÁV épület a vonal mentén
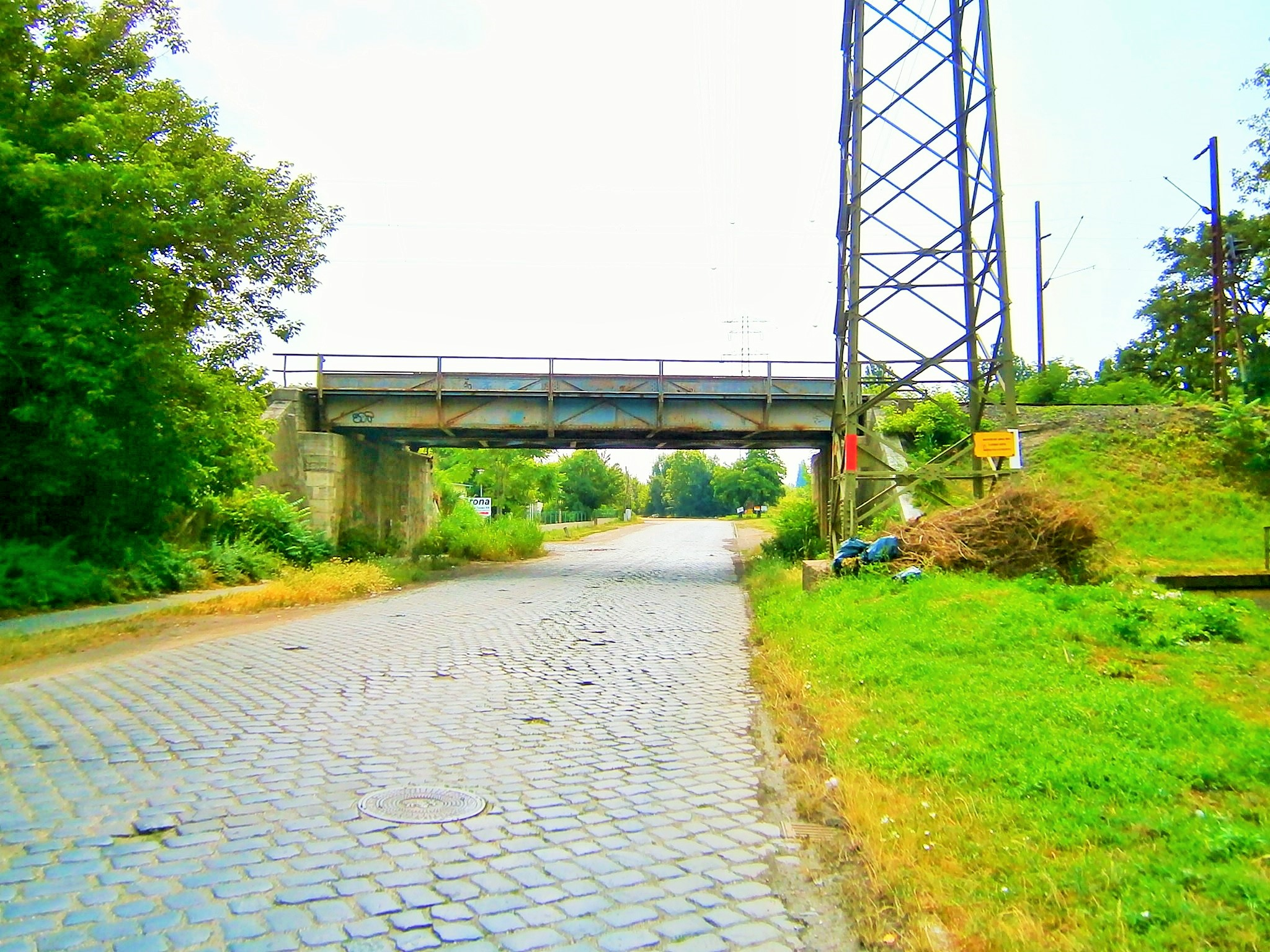
Vasúti híd a Tahi utca fölött
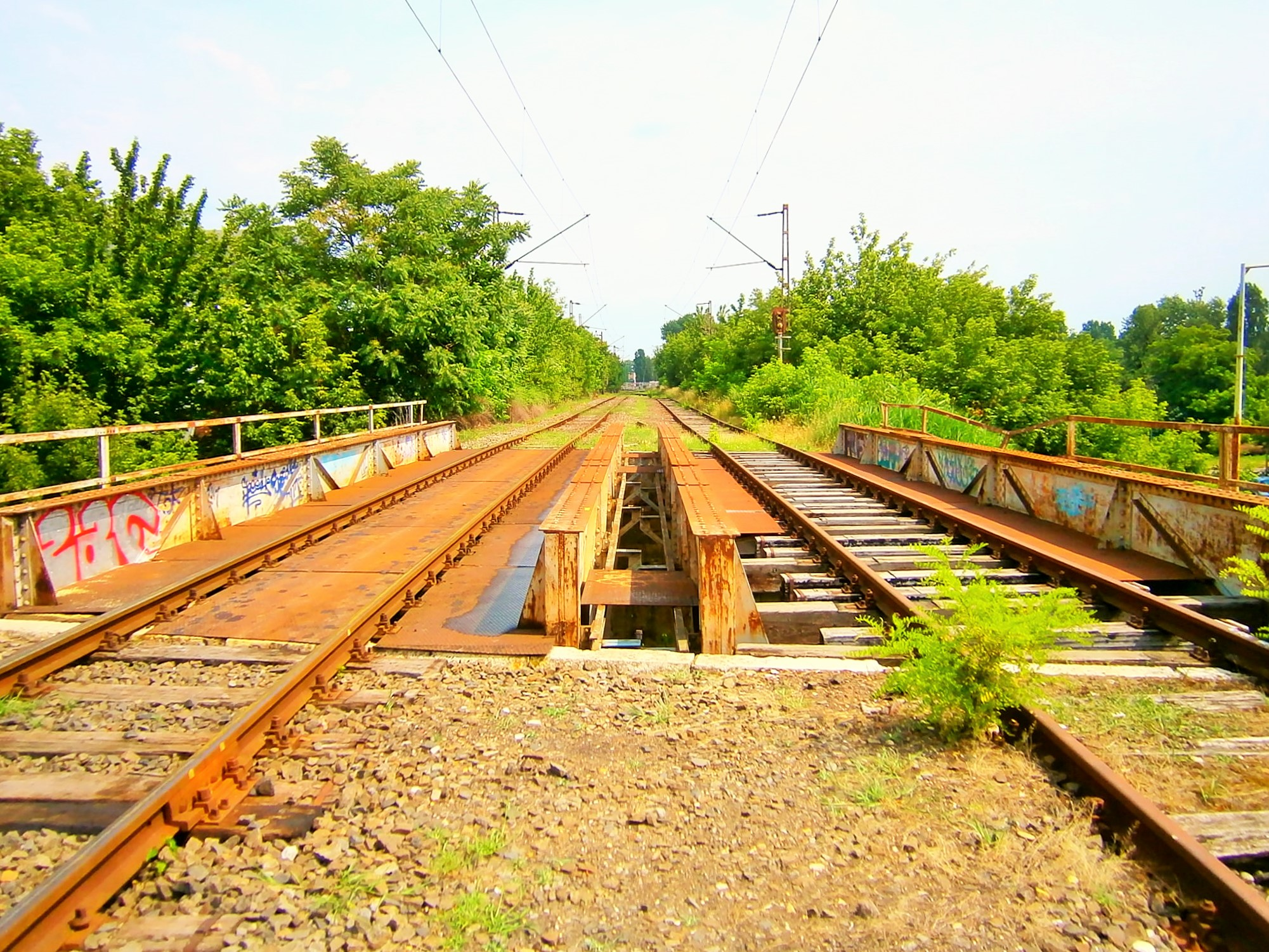
A híd a vágányok felől nézve
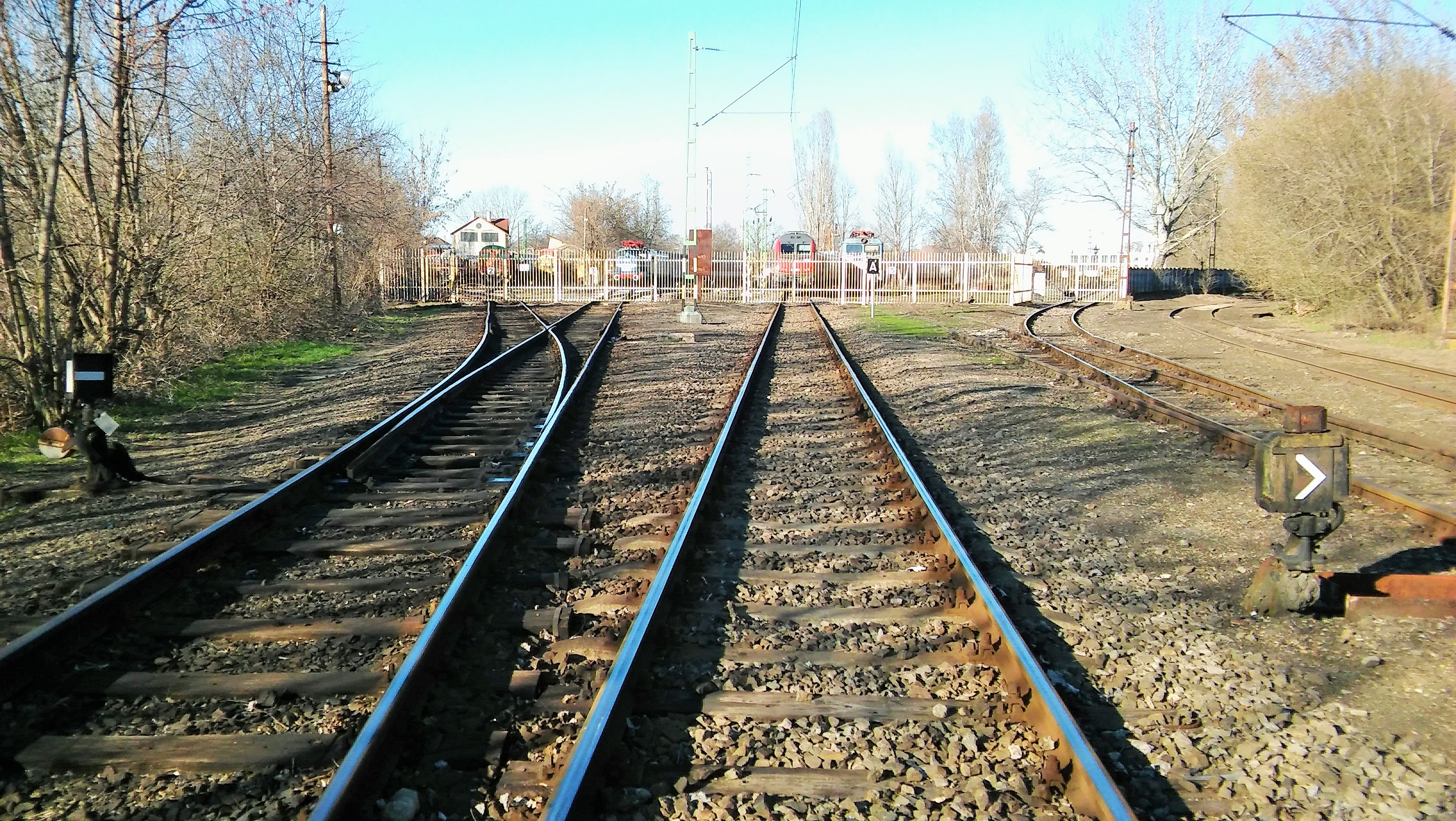
A Vasúttörténeti Park bejárata
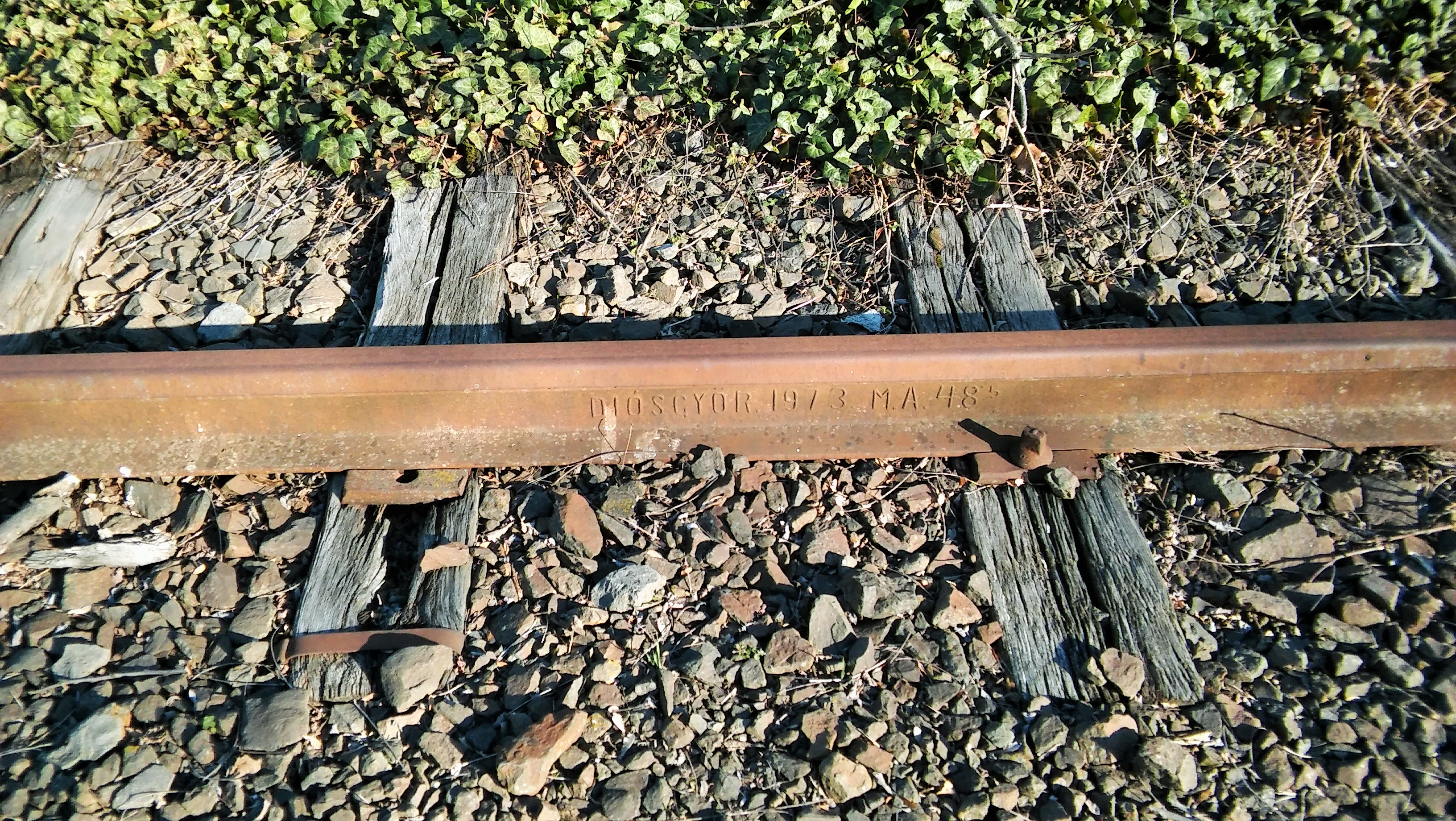
1973-ban Diósgyőrben gyártott sínszál
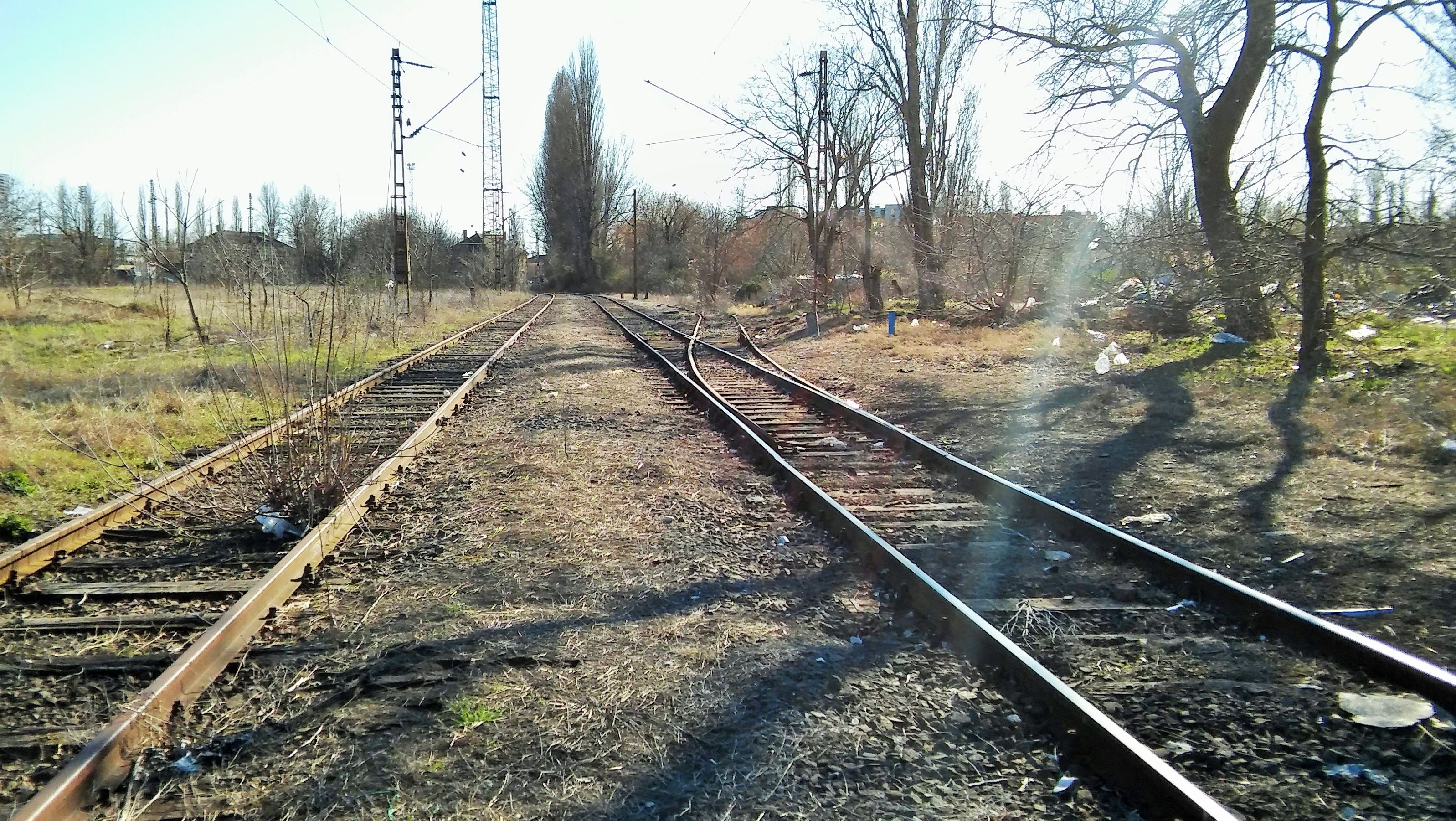
A Volán telephely iparvágányának kiágazása
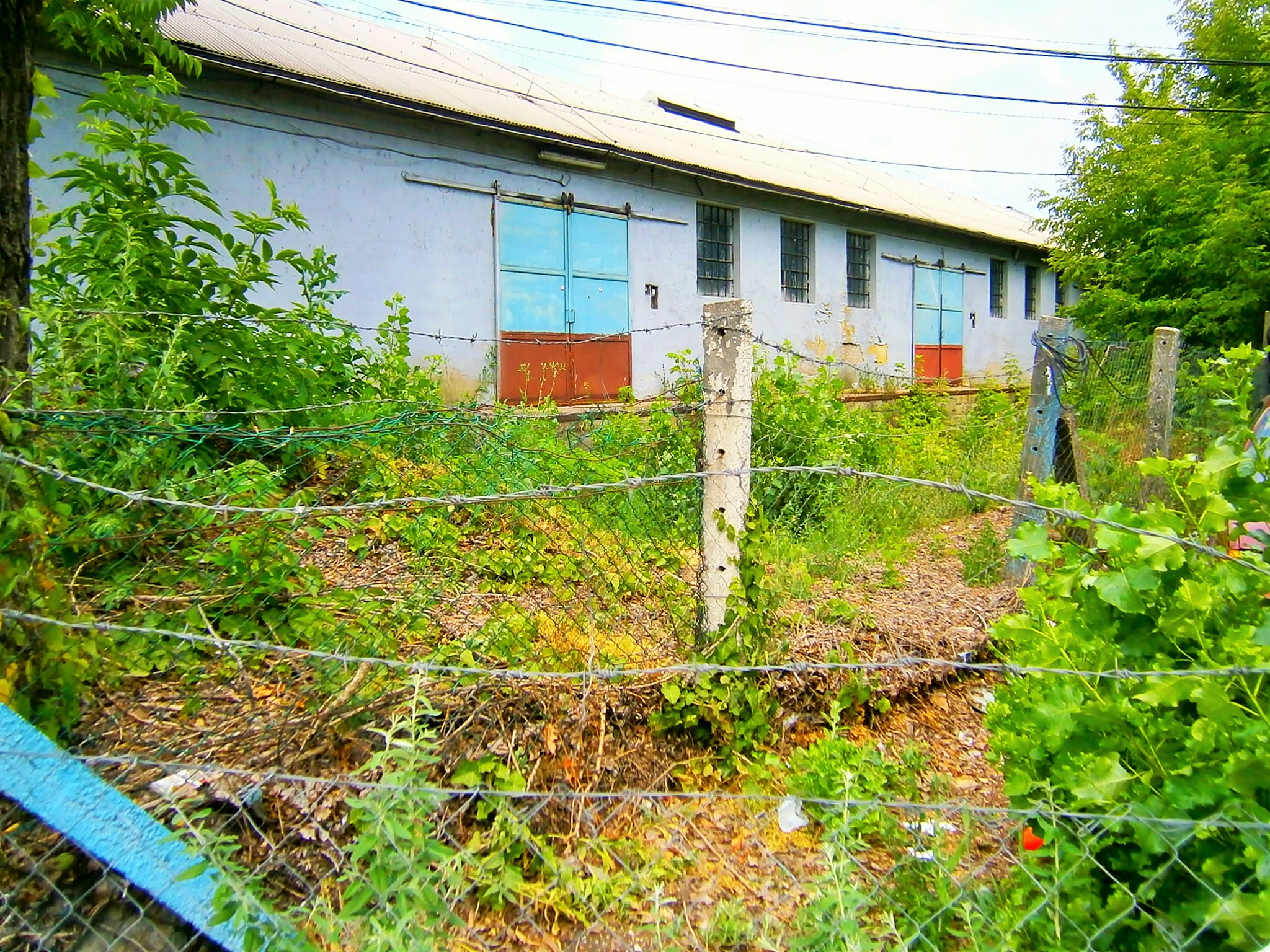
A Volán telephely iparvágányának vége a Szegedi útnál
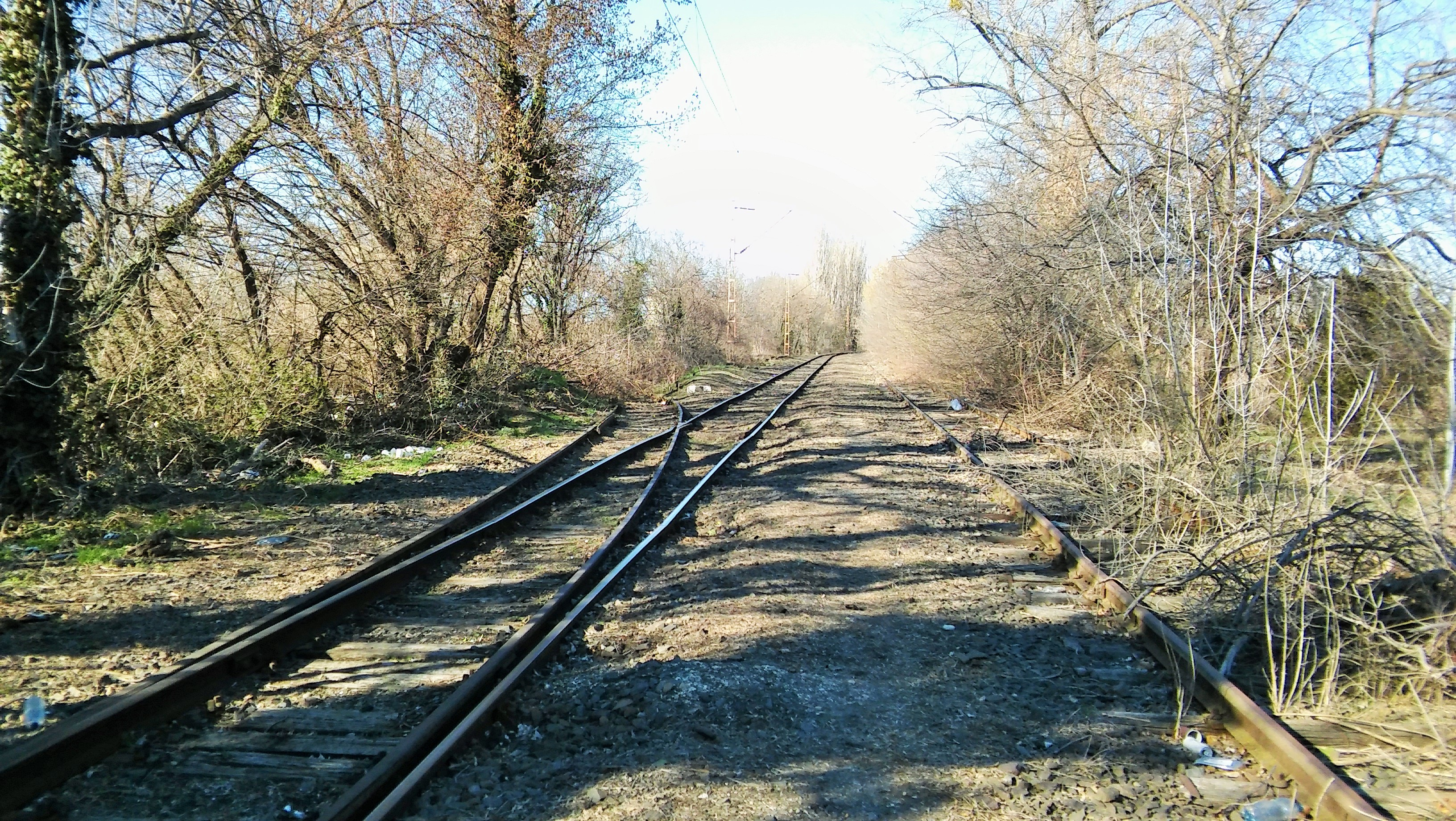
iparvágány kiágazás
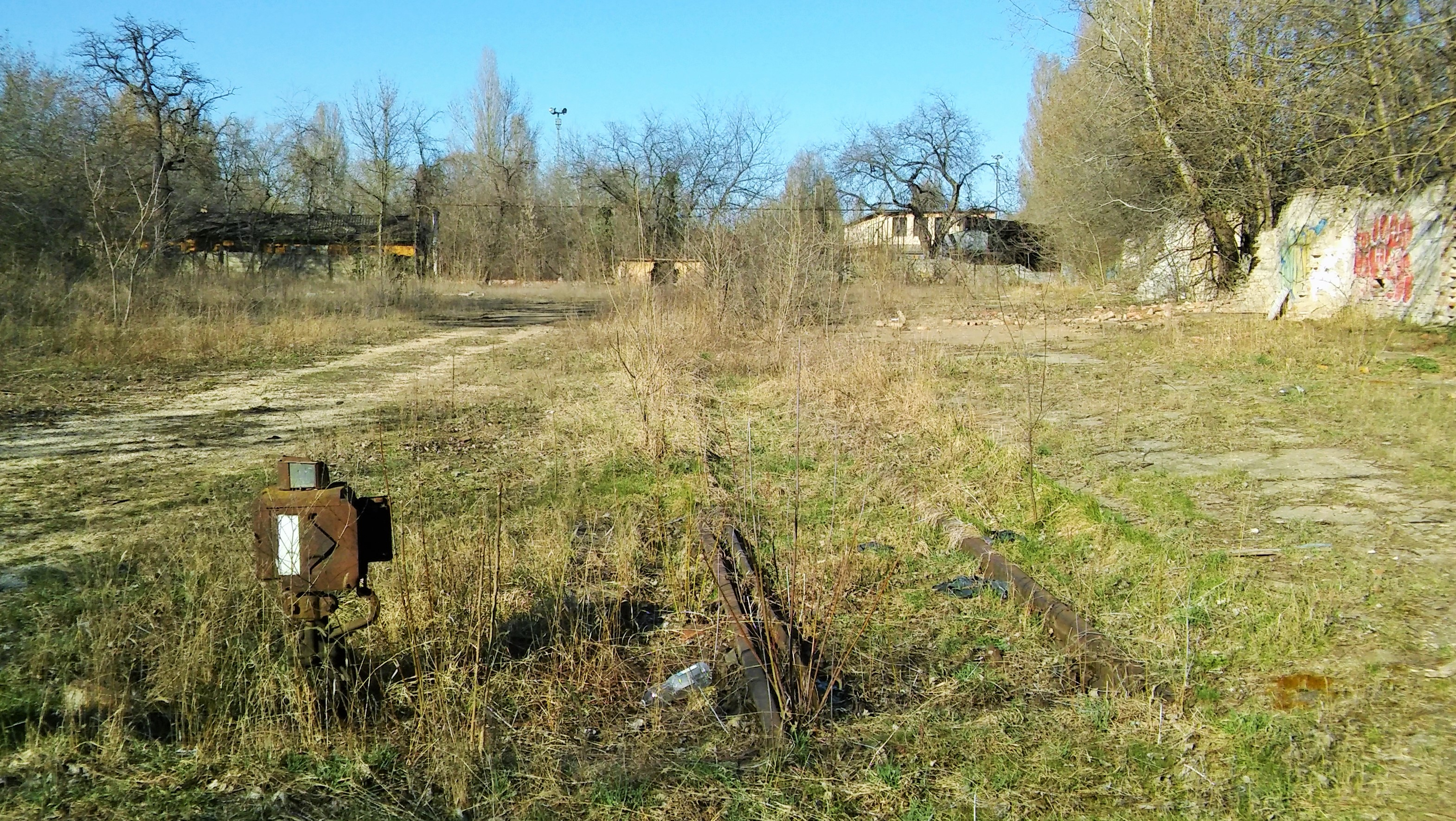
iparvágányok a Gépjavító Műhely felé